# Robert Gilman
Robert C. Gilman ist ein US-amerikanischer Forscher und aktueller Vertreter der Nachhaltigkeit. Gemeinsam mit seiner Frau Diane Gilman hat er sich in den späten 70er- und frühen 80er-Jahren intensiv mit dem Konzept der Ökosiedlung und des Ökodorfes als mögliches Modell gelebter Nachhaltigkeit befasst und sie haben dazu auch mehrere Texte publiziert. Ihre Arbeit war vor allem für die Herausbildung und Definition der ersten koordinierten Ökodorf-Bewegung und die Entstehung des global ecovillage network von Bedeutung. Im Jahr 1991 waren Robert und Diane Gilman beide als Co-Autoren an der Veröffentlichung der Studie Eco-Villages and Sustainable Communities (Ökodörfer und nachhaltige Gemeinschaften) im Auftrag der dänischen gemeinnützigen Organisation Gaia Trust beteiligt.
Robert Gilman verfasste 1991 zudem einen Artikel mit dem Titel The Eco-village Challenge, in welchem ein Ökodorf wie folgt definiert wird:
- die grundlegenden Bedürfnisse des Menschen werden erfüllt
- eine unabhängige, funktionierende Infrastruktur ist gegeben
- das tägliche Leben findet im Einklang mit der natürlichen Umwelt statt (non-invasiv)
- die Lebensführung ist einer gesunden Entwicklung aller Menschen unter der Berücksichtigung kommender Generationen zuträglich[3]

Diese Definition wurde zum Leitbild der jungen Ökodorf-Bewegung und die 4 genannten Grundsätze werden auch heute noch von vielen Anhängern nachhaltiger Gemeinschaften als fundamental erachtet.

## Leben
1967 schloss Robert Gilman an der renommierten University of California in Berkeley seinen Bachelor in Astronomie ab und 1969 erlangte er den Doktor in Astrophysik an der Princeton University. In den folgenden Jahren lehrte und forschte er an der University of Minnesota und am Harvard-Smithsonian Center for Astrophysics und war als Forschungsmitglied der NASA am Institut für Umweltforschung tätig.
Mitte der 70er-Jahre entschied sich Robert Gilman seine bisherige Karriere zu beenden: Mit dem Statement „die Sterne können warten, unser Planet jedoch nicht“ verabschiedete er sich aus der Weltraumforschung und lenkte seine Aufmerksamkeit fortan ganz auf das Studium der globalen Nachhaltigkeit und das Ausarbeiten von Strategien für einen kulturellen Wandel zum Wohle der ganzen Gesellschaft. 1975 konnten er und seine Frau die Realisierung des selbst konzipierten Solarhauses abschließen und 1979 gründeten sie gemeinsam das Context Institute, eine der ersten NGOs überhaupt mit Fokus auf eine nachhaltige Entwicklung.
1983 startete das Context Institute mit dem Druck der vierteljährlich erscheinenden Zeitschrift In Context, A Quarterly of Humane Sustainable Culture mit Gilman als Editor. In Context erlangte international große Anerkennung und wurde 1991 und 1994 mit dem Utne Reader‘s Alternative Press Award für die „beste Erörterung dringlicher Angelegenheiten“ ausgezeichnet.
Eine weitere wichtige Station in Gilmans Leben war seine Zeit als Mitglied des Stadtrats von Langley, einer kleinen Stadt im US-Bundesstaat Washington, von Januar 2004 bis August 2011. In den letzten Jahren hat er sich hauptsächlich mit der Entwicklung und Evaluation seines Programms Bright Future beschäftigt, welches die Bright Future Now Kurse und das Bright Future Network umfasst.